# گوهار اوگانزووا
گوهار هراندی اوگانزووا (ارمنی: Գոհար Հրանտի Օգանեզովա؛ زادهٔ ۱۳ دسامبر ۱۹۴۹) گیاه‌شناس اهل ارمنستان است.

## زندگی‌نامه
وی در ۱۳ دسامبر ۱۹۴۹ در تفلیس به دنیا آمد و از دانشگاه دولتی ایروان (۱۹۷۱) فارغ‌التحصیل گشت. 

## یادداشت
1. ↑  կենսաբանական գիտությունների դոկտոր